# Mr Gay World 2015
Mr Gay World 2015 là cuộc thi Mr Gay World lần thứ 7 được tổ chức tại Cape Town City Hall, Cape Town, Nam Phi vào ngày 3 tháng 5 năm 2015. Stuart Hatton Jr. đến từ Anh Quốc trao vương miện cho người kế nhiệm là Klaus Burkart đến từ Đức.
Nam vương Klaus Burkart từ Đức từ bỏ danh hiệu 7 tháng sau với lý do sức khỏe và trao cho Á vương 1 Mass Luciano từ Hồng Kông tiếp quản.

## Kết quả
| Hạng              | Thí sinh |
| ----------------- | --- |
| Mr Gay World 2015 | - Đức — Klaus Burkart |
| Á vương 1         | - Hồng Kông — Mass Luciano |
| Á vương 2         | - Phần Lan — Tomi Lappi |
| Top 5             | - Bỉ — Jordy De Smedt - Iceland — Troy Michael Jónsson |
| Top 11            | - Colombia — Jorge Escribano - Nam Phi — Craig Maggs - New Zealand — Matt Andrija Fistonich - Tây Ban Nha — Jesús Martín Márquez - Úc — Scott Fletcher - Zambia — Siyathokoza Thabani Khumalo |

### Giải thưởng đặc biệt
| Giải thưởng       | Thí sinh                                |
| ----------------- | --------------------------------------- |
| Art Challenge     | - Zambia — Siyathokoza Thabani Khumalo  |
| Mister Photogenic | - Tây Ban Nha — Jesús Martín Márquez    |
| Sport             | - Thụy Điển — Carl Anton Ljungberg      |
| Social Media      | - Bỉ — Jordy De Smedt                   |
| Written Test      | - Đức — Klaus Burkart                   |
| National Costume  | - México — Gabriel Jesus Naal Hernandez |
| People’s Choice   | - Malta — Wayne Grech                   |
| Swimwear          | - Úc — Scott Fletcher                   |
| Congeniality      | - Colombia — Jorge Escribano            |
| Fashion           | - Tây Ban Nha — Jesús Martín Márquez    |

## Các thí sinh
21 thí sinh dự thi.
| Quốc gia/vùng lãnh thổ | Thí sinh                          | Tuổi | T.k.   |
| ---------------------- | --------------------------------- | ---- | ------ |
| Bỉ                     | Jordy De Smedt                    | 20   |        |
| Colombia               | Jorge Escribano                   | 32   |        |
| Cuba                   | Leonardo Piloto Gonzalez          | 35   |        |
| Cộng hòa Dominica      | Alejandro Torres-Solanot Martínez | 26   |        |
| Đức                    | Klaus Burkart                     | 21   |        |
| Hồng Kông              | Mass Luciano                      | 35   |        |
| Iceland                | Troy Michael Jónsson              | 28   | [ 11 ] |
| Ireland                | Marcos Vinicius Barboza           | 27   |        |
| Malta                  | Wayne Grech                       | 28   | [ 12 ] |
| México                 | Gabriel Jesus Naal Hernandez      | 33   |        |
| Nam Phi                | Craig Maggs                       | 25   | [ 13 ] |
| New Zealand            | Matt Andrija Fistonich            | 24   | [ 14 ] |
| Phần Lan               | Tomi Lappi                        | 24   | [ 15 ] |
| Philippines            | Nomer Yuzon                       | 42   | [ 16 ] |
| Séc                    | Daniel Fröhlich                   | 20   |        |
| Tây Ban Nha            | Jesús Martín Márquez              | 30   |        |
| Thụy Điển              | Carl Anton Ljungberg              | 21   | [ 17 ] |
| Uruguay                | Luís Jorge                        | 29   |        |
| Úc                     | Scott Fletcher                    | 27   | [ 18 ] |
| Ý                      | Arziom Cristofaro                 | 22   | [ 19 ] |
| Zambia                 | Siyathokoza Thabani Khumalo       | 28   |        |